# Berliner Hütte
Die Berliner Hütte ist eine Schutzhütte der Kategorie I der Sektion Berlin des Deutschen Alpenvereins.
Die seit 1997 unter Denkmalschutz stehende Alpenvereinshütte ist mit über 180 Übernachtungsplätzen in Zimmern und Matratzenlager die größte ihrer Art in den Zillertaler Alpen im österreichischen Tirol. Die Berliner Hütte ist die älteste und bekannteste Schutzhütte der Zillertaler Alpen. Sie war das erste und bis 2013 einzige Schutzhaus in Österreich, das den Status eines Baudenkmals erhielt.

## Umgebung
„Waren die Berliner beim Hausbau großzügig, muß man sie in der Standortsuche fast genial nennen. Eingerahmt von einem Kranz eisstarrender Urgesteinsgipfel, die Hütte am Fuß des Hornkeeses an zentraler Stelle, ideal für Hochtouristen, Gletscherwanderer und Hüttenbummler ….“

Die Berliner Hütte liegt auf einer Höhe von 2042 m ü. A. am oberen Ende, dem Talschluss des Zemmgrunds im Naturpark Zillertaler Alpen. Bei ihrer Einweihung befand sich die Hütte noch dicht am Rande der Gletscherzungen von Hornkees und Waxeggkees, die damals hier zusammentrafen. Mehrere Dreitausendergipfel liegen in der Umgebung und – auf einer Höhe von 2472 m, eineinhalb Stunden Gehzeit entfernt – der Schwarzsee am Berliner Höhenweg, der von der Berliner Hütte weiter zur Greizer Hütte führt.

### Zugang und Übergänge

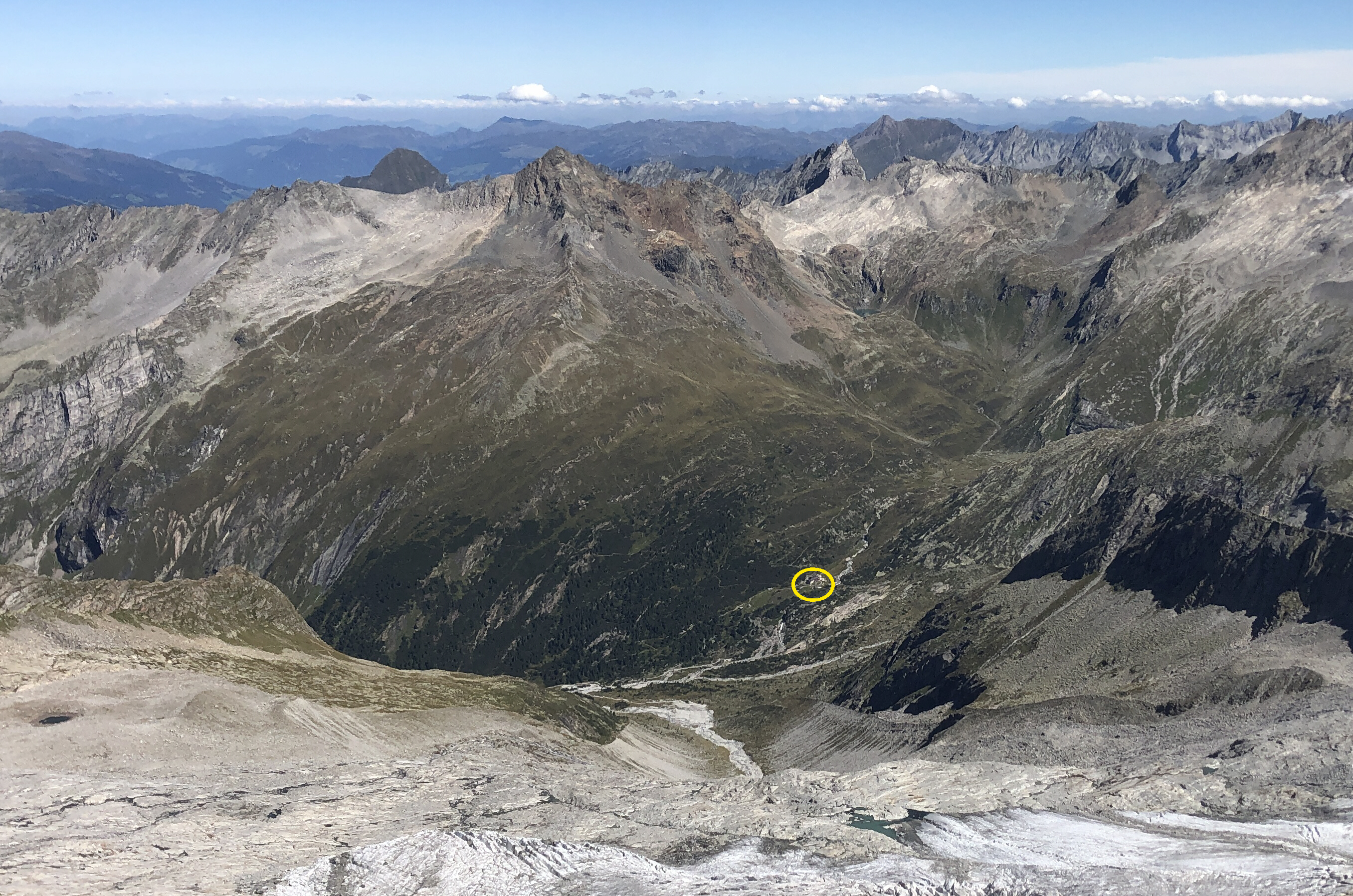
Lage der Berliner Hütte (mittig, gelber Kreis) im hinteren Zemmgrund, dahinter der Ochsner, links dahinter der Tristner, rechts daneben Melkerscharte, Zsigmondyspitze und Mörchnerscharten, rechts hinten die Ahornspitze, vorn das Waxeggkees, rechts vorn der Rossrugggrat

Der talseitige Zugang zur Hütte beginnt am Gasthaus Breitlahner (Bushaltestelle) bei Ginzling (in einem Seitental oberhalb von Mayrhofen) und führt zunächst über einen Fahrweg durch den Zemmgrund. Auf einer Höhe von etwa 1880 m endet dieser Weg an der Waxeggalm und wird zu einem alpinen Steig. Die Gehzeit beträgt laut Literatur rund drei Stunden. Da dieser Zugang im Bereich einer Klamm unterhalb der Südwestflanke des Ochsners (3106 m) im Winter und Frühjahr stark lawinengefährdet ist, wird bei Schitouren die Hütte über die Übergänge Schwarzensteinsattel von Osten oder den Nöfessattel von Süden erreicht.
Die Berliner Hütte ist ein Etappenziel des Berliner Höhenwegs, der über insgesamt 70 km Länge durch die Zillertaler Alpen führt.
Aus westlicher Richtung ist die Berliner Hütte vom Furtschaglhaus aus in einer Gehzeit von rund sechs Stunden zu erreichen. Dabei wird mit dem Übergang über das Schönbichler Horn (3133 m) der höchste Punkt des Höhenweges überschritten. Richtung Osten führt der Höhenweg über den Schwarzensee und die Nördliche Mörchenscharte (2872 m) zur Greizer Hütte. Auch hier beträgt die Gehzeit rund sechs Stunden.
Von der Berliner Hütte kann man auf recht anspruchsvollem Weg in rund sechs bis sieben Stunden über die Melkerscharte (2812 m) durch ein enges Tal, die Gunggl, zum Gasthaus Maxhütte und weiter nach Ginzling absteigen. Nach Süden hin ist eine Überschreitung des Zillertaler Hauptkamms zu der bereits in Südtirol liegenden Chemnitzer Hütte in etwa fünf bis sechs Stunden im Rahmen einer Hochtour, nur mit entsprechender Ausrüstung und Gletschererfahrung, möglich.

### Gipfel- und Tagestouren

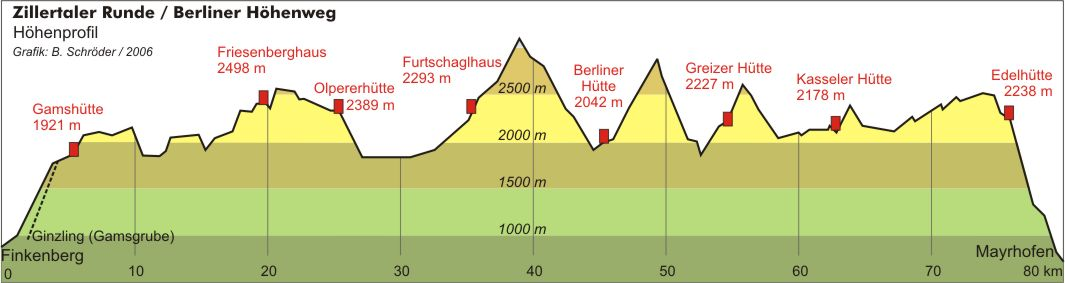
Lage der Hütte im Berliner Höhenweg

Von der Berliner Hütte aus sind mehrere Gipfel- und Tagestouren, teilweise als Hochtouren, möglich. Nordöstlich des Schwarzensees liegt die, in dreieinhalb Stunden Gehzeit erreichbare, Zsigmondyspitze (3089 m). Das Schönbichler Horn (3134 m) im Westen und den im Osten gelegenen Kleinen (3198 m) und Großen Mörchner (3285 m) erreicht man jeweils in vier Stunden. Der südöstlich gelegene Schwarzenstein (3363 m) kann in vier bis fünf Stunden und die südlich gelegene Dritte Hornspitze, auch „Berliner Spitze“ genannt, (3253 m) in vier Stunden bestiegen werden. Die höchsten von der Berliner Hütte erreichbaren Gipfel sind der südlich gelegene Turnerkamp (3418 m), der Kleine (3405 m) und der Große Möseler (3480 m). Hier beträgt die Gehzeit sechs bis sieben Stunden.

### Weitwanderwege
Die Berliner Hütte ist ein wichtiger Stützpunkt für Wanderer am Zentralalpenweg, einem österreichischen Weitwanderweg von Hainburg an der Donau nach Feldkirch.

## Geologie des Geländes

### Zentralgneiszone
Die Berliner Hütte liegt genau auf der hier nordöstlich-südwestlich verlaufenden Grenze, an der die sogenannte Zentralgneiszone, mit äußerst harten Graniten und metamorphen Gneisen und die aus weichen, leicht erodierbaren Schiefern bestehenden Unteren Schieferhülle, mit hohem Anteil an Glimmer und anderen Mineralien, zusammentreffen. Entstanden ist die Zentralgneiszone nach der Erstarrung des Tiefengesteins durch tektonischen Druck und erneuter Kristallisation, der sogenannten Tauernkristallisation. Diese tektonische Hebung wird als Tauernfenster bezeichnet und ist für die im Gebiet ungewöhnlich hohen Berge verantwortlich. Zillertaler Alpen und Hohe Tauern werden, geologisch betrachtet, als Einheit aufgefasst.

### Untere Schieferhülle
Das westlich der Berliner Hütte hervortretende Gestein der Unteren Schieferhülle besteht aus Granat-Chlorit-Biotitschiefer. Besonders die Nussgröße erreichenden dunkelroten Kristalle der Granatgruppe wurden bis in die 1930er Jahre in der Nähe der Hütte gewerbsmäßig zur Herstellung von Schmuck und Schleifmitteln abgebaut. Auch heute noch ist das Gebiet bei Mineraliensuchern beliebt, die in erster Linie nach den mineralogischen Varietäten des Quarzes, besonders nach Bergkristall, suchen.

### Gletschererosion
In unmittelbarer Nähe, südlich der Hütte, ist durch den Rückgang der Gletscher, bedingt durch die globale Erwärmung seit 1850, die durch das Gletscherfließen hervorgerufene Erosion des Untergrundes deutlich zu beobachten. Glattgeschliffenes Gestein in Form von Schliffböden des kompakten Granitgneises tritt in großer Ausdehnung zutage und formt große, ebene und völlig glatte Steinflächen. Darüber hinaus ist die ausbrechende Gletschererosion, die sich an bis zu 5 Meter großen Blöcken zeigt, zu erkennen. Hier hat der Gletscherfluss die hervorstehenden Kanten und Ecken des Untergrunds herausgebrochen und weiter transportiert. Durch das plötzliche rasche Abschmelzen des Eises war der Weg nur kurz, sodass die Ausbruchstellen noch deutlich in unmittelbarer Nähe auszumachen sind.

## Geschichte

### Erste Hütte

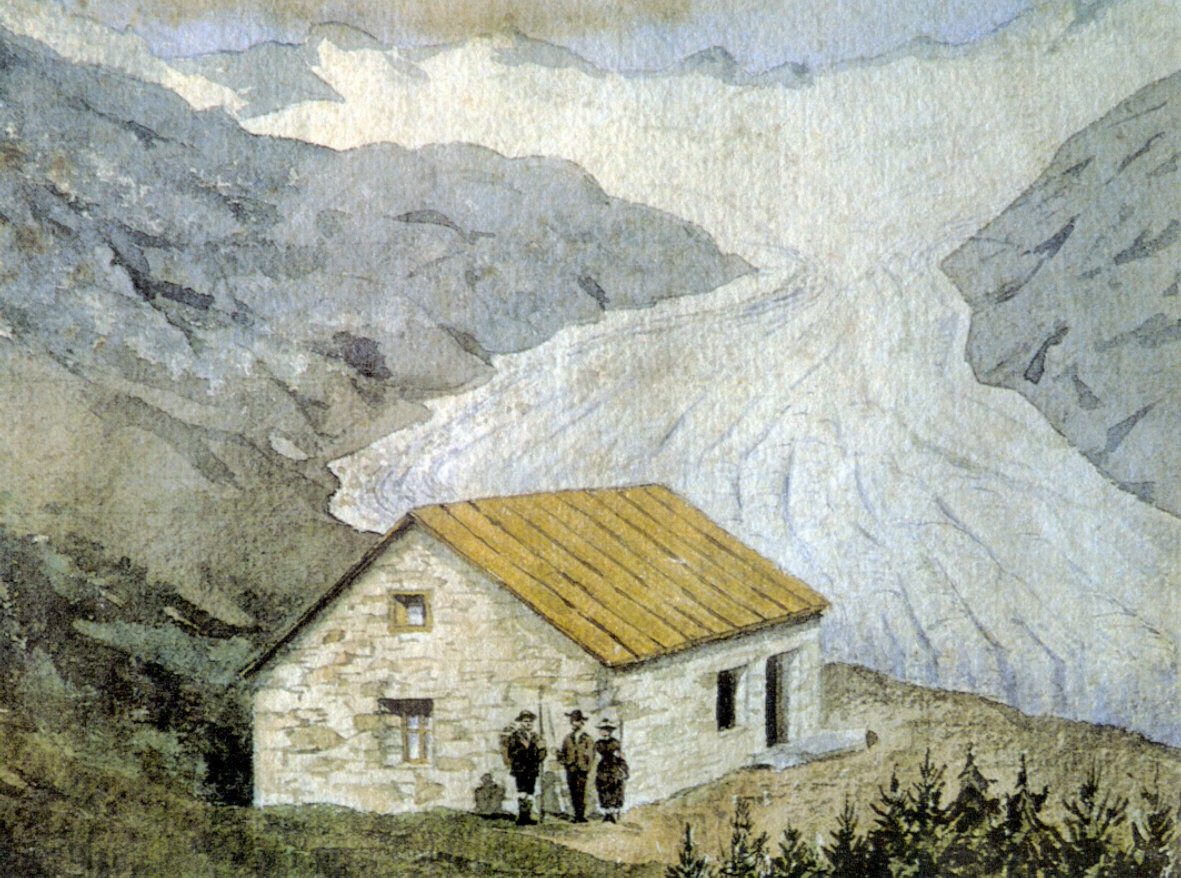
Ursprüngliche Hütte im Jahr 1879 Aquarell

Bereits 1875 beriet sich die damals nur aus 47 Mitgliedern bestehende Sektion Berlin des Deutschen und Österreichischen Alpenvereins (DuOeAV) über einen Hüttenbau. Gesucht wurde ein Platz, der als Rast- und Ausgangspunkt für ausgedehnte Wanderungen in den Tiroler Alpen dienen konnte. Sollte ursprünglich im Vermuntertal, einem Seitental im Montafon in der Silvretta, gebaut werden, einigte man sich nach einem Besuch des Zillertals auf die Schwarzensteinalpe. Allerdings durfte die Berliner Sektion das Grundstück nicht kaufen, da sie nicht rechtsfähig war. So erwarb 1877 Enno Schumann, ein Mitglied der dreiköpfigen Hüttenkommission, das Gelände privat.
Von Februar bis September 1878 wurde die Baugenehmigung beschafft, Holzschlagrechte erworben und der Rohbau der Hütte fertiggestellt. Bereits im Sommer 1879 konnten die Arbeiten unter der Leitung des Baumeisters Johann Hotter aus Mayrhofen abgeschlossen werden. Hotter errichtete ein zur damaligen Zeit typisch kompaktes und aus vor Ort gefundenen Steinen als Trockenmauerwerk aufgeschichtetes Gebäude, das zur Selbstversorgung ausgelegt war, also keine Gastwirtschaft war. Diese erste Hütte hatte eine Grundfläche von lediglich 6 Metern auf 10 Metern und war mit Bretterwänden aus Zirbenholz in einen Damen- und Herrenschlafraum, sowie eine Wohnküche, unterteilt.

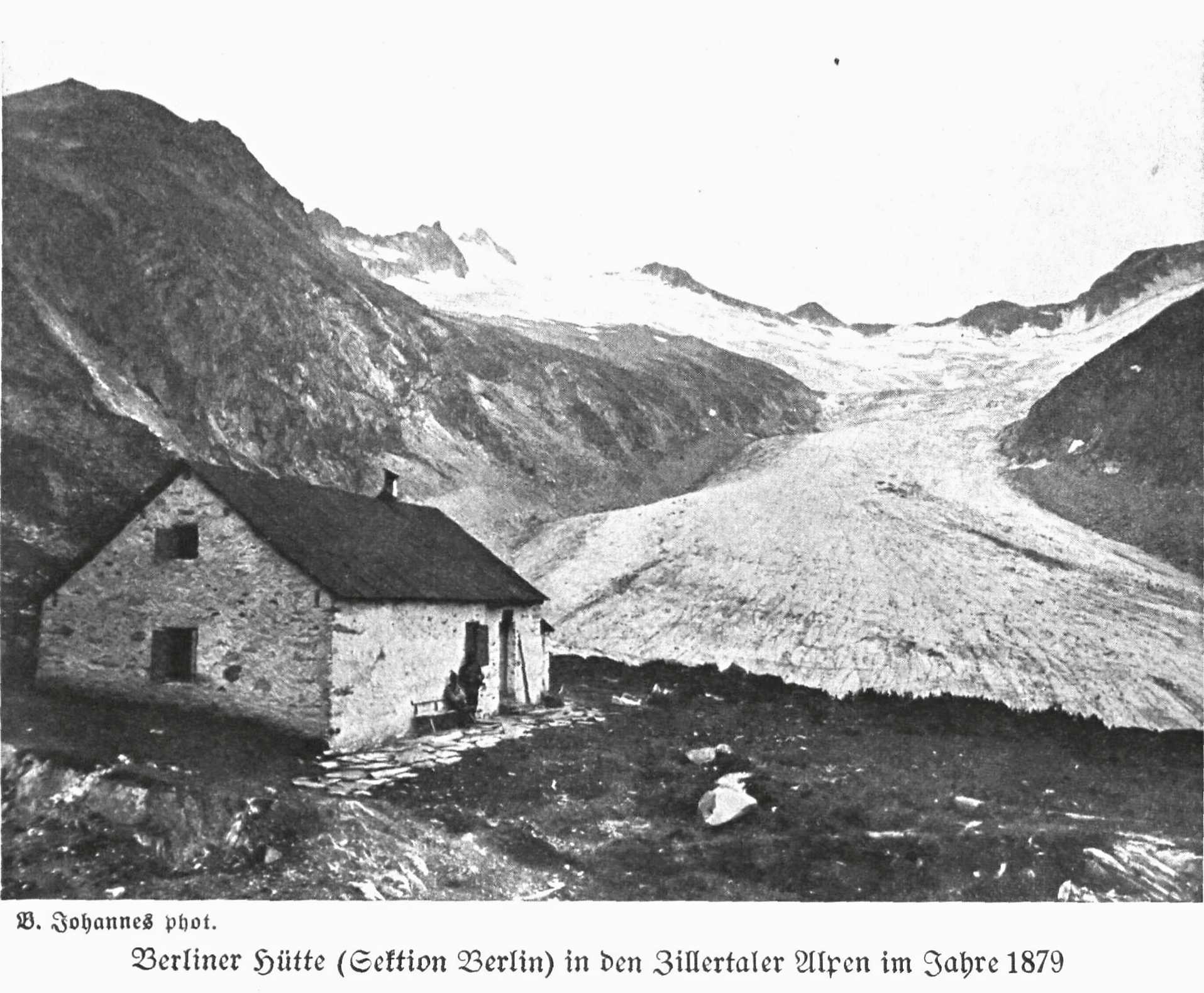
Ursprüngliche Hütte im Jahr 1879 Foto

Am 28. Juli 1879 wurde die Berliner Hütte als erste Schutzhütte der Zillertaler Alpen eingeweiht. Bereits nach zwei Jahren waren Grundstück und Gebäude durch eine gute Frequentierung durch zahlende Besucher schuldenfrei. Angesehene Bergsteiger wie die Brüder Emil und Otto Zsigmondy besuchten die Hütte und unternahmen von hier aus zahlreiche Touren. 1882 erfolgte der Ausbau des ursprünglichen Almsteigs zu einem Saumpfad, der weitere Besucher brachte, da er den Aufstieg wesentlich dadurch erleichterte, dass das Gepäck nun mit Maultieren transportiert werden konnte. Der Zuspruch war so rege, dass die Hütte ab 1883 durch einen Pächter bewirtschaftet wurde.
Die Eröffnung der Berliner Hütte stand am Beginn einer breit angelegten wissenschaftlichen Erforschung der Alpen und der touristischen Erschließung, nachdem in der ersten Hälfte des 19. Jahrhunderts Landvermessung und militärische Kartografie größtenteils abgeschlossen waren. Durch die Anlage von Wegen und weiteren Hütten schuf der Deutsche und Oesterreichische Alpenverein schließlich bis zum Ende des 19. Jahrhunderts eine noch heute bestehende Infrastruktur für Bergwanderer und legte die Grundlage für einen florierenden Fremdenverkehr in der Region.

### Luxuriöse Erweiterungen vor dem Ersten Weltkrieg
Die Bewirtschaftung der Hütte verstärkte den Besucherzuspruch derart, dass eine Erweiterung der kleinen Hütte unvermeidlich war. Im Juli 1885 wurde der erste, für 2.240 Gulden errichtete Erweiterungsbau unter dem Wahlspruch Dem Sturme Trutz, dem Wanderer Schutz, eingeweiht. Doch auch die neu geschaffene Unterkunftskapazität war schnell erschöpft und weitere Zubauten wurden notwendig. In den Jahren 1888 und 1889 entstand ein Anbau für die Bergführer, Küche und Speiseraum wurden erweitert und das Hüttendach mit Holzschindeln eingedeckt. Doch waren alle diese kleineren Erweiterungen nicht ausreichend, da der Bedarf weiter ständig wuchs.
Das Grundstück, auf dem die Hütte gebaut worden war, durfte die Sektion Berlin 1886 offiziell von Enno Schumann erwerben. 1890 beschloss der Sektionsvorstand, die Hütte nunmehr grundlegend zu erweitern und erwarb zusätzlich 600 m² Baugrund in der Umgebung. Die Ausführung der Bauarbeiten lag abermals bei Johann Hotter, die Planung und Leitung übernahm der Ratszimmerermeister Friedrich Schwager. Von 1891 bis 1892 entstand das dreigeschoßige sogenannte Logierhaus – ein Schlafhaus, dessen Grundfläche beinahe so groß war, wie die aller bisherigen Bauten. Das neue Gebäude sollte den Quartierbedarf endgültig decken. Eine halboffene Veranda (Laubengang) verband das Logierhaus mit den bestehenden Bauteilen und wurde in der folgenden Zeit als Kegelbahn genutzt. Für insgesamt 37.753,61 Mark richtete die Sektion neben dem neuen Bau außerdem eine Stube über der Küche ein, das Speisezimmer wurde vergrößert, ein beheizter Trockenraum für Schuhe und Kleidung und ein Abortgebäude gebaut, sowie eine Wasserleitung aus gebohrten Holzrohren verlegt. Danach kehrte eine sechsjährige Bauruhe ein.

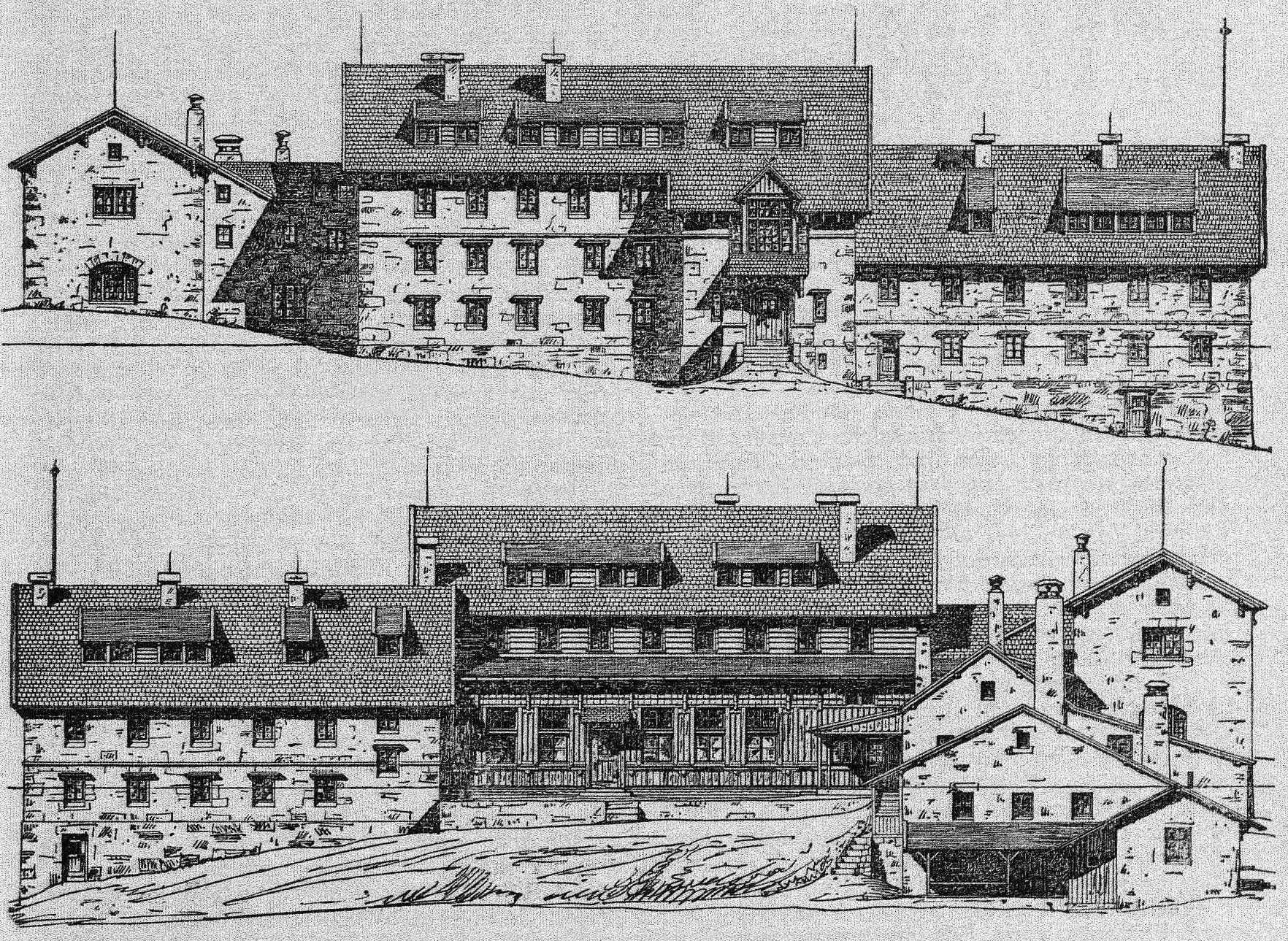
Berliner Hütte 1912 (oben: Nordseite, unten: Südseite)

Die Vermittlung von auf der Hütte bereitstehenden Bergführern an Touristen steigerte die Attraktivität zusätzlich und ließ die Besucherzahlen abermals ansteigen. Von dem Besucherstrom wollte manch anderer profitieren und so wandten sich 1895 Investoren oder Spekulanten an den Eigentümer der östlich gelegenen Schwarzensteinalpe, um ein Hotel in der Umgebung der Hütte zu errichten. Dieser jedoch bot das Grundstück der Sektion Berlin an, die noch im selben Jahr für 11.400 Mark die 491 Hektar Weideland erwarb. Der Kauf ermöglichte die nächste große Erweiterung der Berliner Hütte. Abermals nach Plänen von Friedrich Schwager errichtete man östlich der alten Gebäude 1897 einen neuen Anbau, der 1898 eingeweiht wurde. Dessen 5 Meter hohe Decke im Parterre und stattliche Fenster wichen erheblich von den üblichen Baukonventionen alpiner Schutzhütten ab. Für rund 17.000 Mark wurden ein weiterer Speisesaal, der sogenannte Damensalon mit 82 Plätzen, eine Wohnung für die Pächterfamilie, 27 Zimmer mit 81 Betten und ein Matratzenlager für große Personengruppen eingerichtet.
1898 bekam die Hütte einen eigenen Telefonanschluss über eine Freileitung, die von Ginzling herauf führte, 1900 eine Dunkelkammer für die Entwicklung von Fotomaterial, 1906 sogar ein eigenes Postamt und 1908 eine Schuhmacherwerkstatt. Bald machte sich erneut ein Mangel an Schlaf- und Speiseplätzen bemerkbar. Von 1909 bis 1910 erbaute man daher unter der Leitung von Erich Köhn das sogenannte Haupthaus als Verbindungsstück zwischen Logierhaus und Damensalon. Dazu mussten erstmals ältere Bauteile abgetragen werden, denn die Hüttenanlage sollte nicht weiter ausufern und der Platz besser genutzt werden. Die Bauausführung oblag wiederum der Familie Hotter, diesmal Ludwig Hotter aus Hochsteg und dessen Bruder Kajetan aus Mayrhofen. Nach Abschluss der Arbeiten, die den Betrag von 90.680,21 Mark erforderten, bot die Berliner Hütte drei Speiseräume und über 63 Zimmer mit 100 Betten und 20 Matratzenlagern.

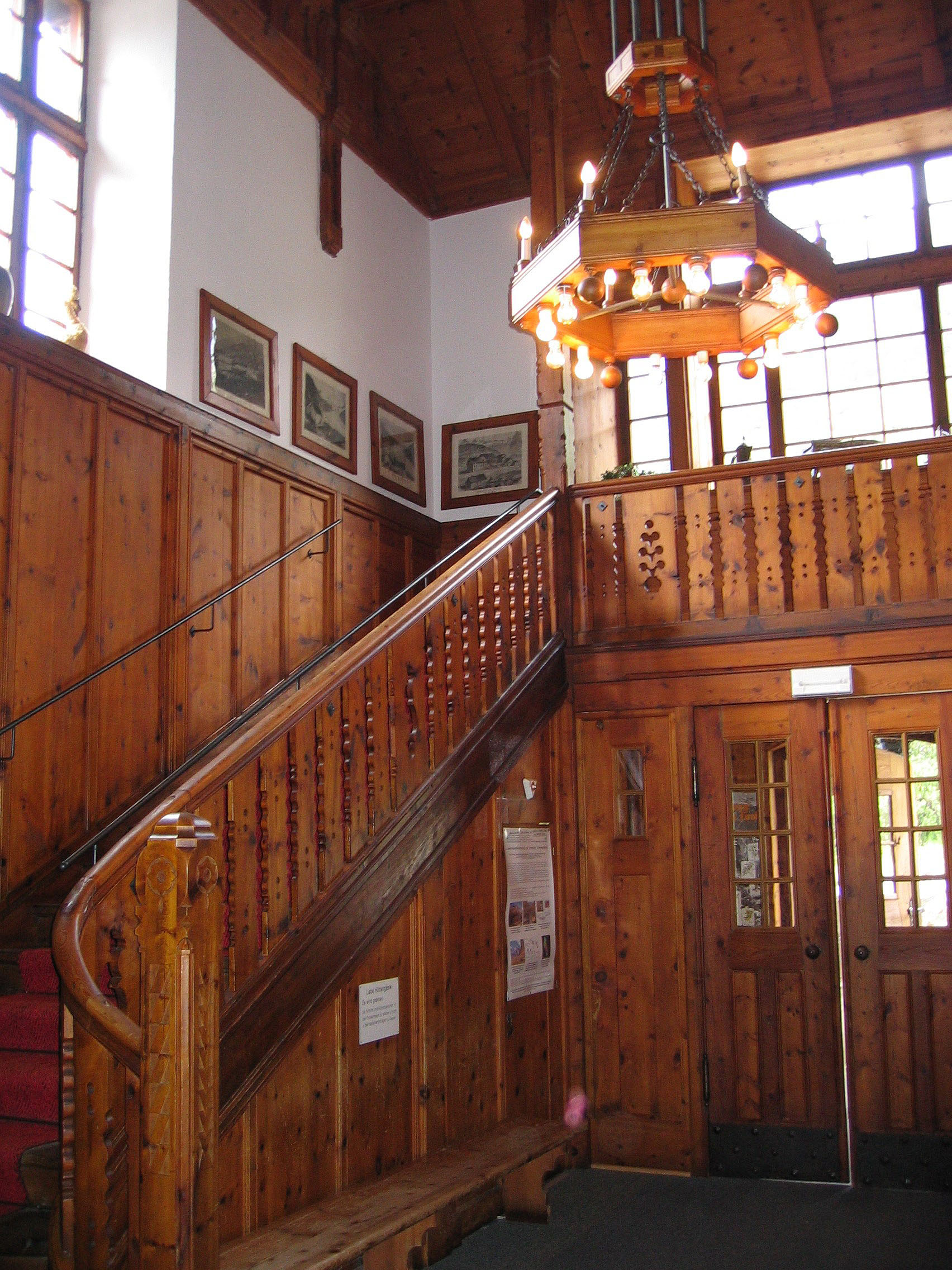
Foyer der Berliner Hütte heute

Im Zuge der Erweiterung von 1910 erhielt das Gebäudekonglomerat außerdem sein erstes Wasserkraftwerk zur Stromerzeugung. Zwei Jahre später konnte mit einer 15 bis 16 PS starken Pelton-Turbine die elektrische Beleuchtungsanlage mit 200 Glühlampen in Betrieb genommen werden. Sie sorgte für eine ständige Nachtbeleuchtung der Hausgänge, Treppen und Sanitäranlagen. Den Leichtbenzin-Gasgenerator für die Beleuchtung behielt man aber für Notfälle bei. 1913 erfolgte die Beheizung der Speisesäle und von zehn Zimmern bereits über eine elektrische Heizung. Diese luxuriösen Erweiterungen ließen die Berliner Hütte bis zum Ersten Weltkrieg, ganz im preußisch-wilhelminischen Sinne, zum Vorzeigeobjekt aller deutschen und österreichischen Alpenvereinshütten werden.

### Die Berliner Hütte während der Weltkriege
Die Berliner Hütte wurde in den beiden Weltkriegen immer wieder militärisch in Beschlag genommen und zeitweilig für Zivilpersonen gesperrt. So wurden 1915 beispielsweise 600 Soldaten zur Skiausbildung auf der Berliner Hütte stationiert. Den Kriegsgefallenen zu Ehren errichtete man von 1921 bis 1925 eine Denksäule nach dem Entwurf des Bildhauers Ludwig Vordermayer. Den im Ersten Weltkrieg gefallenen Sektionsmitgliedern wurde 1929 durch das Eiserne Buch der Berliner Hütte gedacht. Der Kunstschmied Julius Schramm hatte den eisernen Einband mit 79 Blättern zur 50-Jahr-Feier der Hütte gestiftet.
Die erste Erweiterung nach über 13 Jahren Bauruhe war 1926 der Ausbau des Dachraumes zu einem weiteren Matratzenlager. Für 4.500 Mark wurden je sieben Frauen- und Männerlager mit elektrischem Licht und eisernen Öfen eingerichtet. Drei Jahre später baute man einen großen separaten Schuppen zum Trocknen der Tageswäsche. Im Jahr 1932 konnte das alte Kraftwerk, das sein Wasser aus den Firnfeldern südlich des Ochsners (eines 3076 m hohen Berges nördlich der Hütte) bezog, wegen Wassermangels nicht mehr weiter betrieben werden. Es musste daher versetzt werden.
Im ersten Jahr nach dem Krieg wurden nur 394 Übernachtungen gezählt – rund 18 Prozent der Zahlen von 1913. Danach stieg der Besucherstrom aber wieder kontinuierlich an, sodass man die Berliner Hütte 1931 zum ersten Mal im Winter (Februar bis April) für Skibergsteiger öffnen konnte.
Der Aufschwung währte jedoch nicht lange; denn im Mai 1933 verhängte die nationalsozialistische Außenpolitik im Vorfeld eines geplanten Putsches in Wien eine Reisesperre gegen Österreich, die sogenannte Tausend-Mark-Sperre, die die Besucherzahlen stark verringerte. Reparatur- und Erweiterungsarbeiten gab es an der Hütte dennoch: 1936 baute man im Haupthaus zwei neue Badezimmer ein und Schindeldächer wurden repariert. 1937 erfuhr die Berliner Hütte einige Umgestaltungen. Alle Zimmer wurden mit Doppelfenstern versehen, die bisherigen Schlaf- und Aufenthaltsräume der Bergführer wurden zu einem Skilagerraum und die Schuhmacherwerkstatt – durch den Schuster im Talort Ginzling überflüssig geworden – zu einem Aufenthalts- und Schlafraum für zehn Bergführer umgebaut. Die Holztäfelung im großen Speisesaal restaurierte man und machte sie gleichzeitig windundurchlässig durch die Einbringung einer Bitumen-Sperrschicht an der Südfassade. Als letzte Baumaßnahme gestaltete die Sektion die Veranda 1940 zu einer mehrfach abgestuften Terrasse um.
Die Nationalsozialisten hinterließen ihre Spuren 1939 mit der Einweihung des Ehrenhofes mit Hakenkreuz, den die NS-Behörden unter Denkmalschutz stellten. Die Winterbewirtschaftung musste 1941, aufgrund des Krieges, eingestellt werden.

### Nachkriegszeit, Denkmalschutz und heutiger Betrieb
Nach dem Ende des Zweiten Weltkriegs beschlagnahmten die Siegermächte die Hütten des Deutschen Alpenvereins, enteigneten sie und stellten sie unter österreichische Verwaltung. Bis die Berliner Hütte im Jahr 1956 wieder der Sektion zurückgegeben wurde, diente sie immer wieder als Stützpunkt für die alpine Kriegsausbildung beispielsweise der französischen Gebirgstruppen. In der Folgezeit wurden zwar keine luxuriösen Anbauten mehr realisiert, die Ausstattung jedoch dem jeweils aktuellen technischen Stand angepasst. So errichtete 1967 die Sektion ein neues Wasserkraftwerk mit rund 40 Kilowatt Leistung, womit erstmals ein elektrischer Küchenherd betrieben werden konnte. 1983 wurde das Fußbodenniveau der Küche dem des Speisesaals angepasst, wozu man im Inneren der Küche, wegen des felsigen Untergrunds, Sprengarbeiten durchführte.
Am 10. April 1997 wurde die Berliner Hütte, auch als das „Stück Berlin in den Alpen“ bezeichnet unter Denkmalschutz gestellt. Das Bundesdenkmalamt begründete diese Entscheidung, dass „die Hütte … einzigartig unter den Alpenvereinshütten (ist) – ein eindrucksvolles Zeugnis aus jener Zeit, als das deutsche Kaiserreich und dessen Hauptstadt sich mit Glanz und Gloria auch im Hochgebirge darstellen musste.“ Die Berliner Hütte ist „ein besonders qualitätsvolles Beispiel einer alpinen Schutzhütte“. Für die Sektion Berlin ist die Hütte aber auch ein „teurer Etatfaktor“. So bauten Anlieger beispielsweise den Saumweg im Zemmgrund zwar mit dem einsetzenden Besucherandrang der 1960er und 1970er Jahre sukzessive zu einem Fahrweg aus, die Belieferung hinauf zur Hütte erfolgte jedoch weiterhin über Pferde, weil sich die Sektion Berlin an den Kosten für Ausbau und Unterhaltung nicht beteiligte und daher für die Pächter ein Befahrungsverbot bestand. Erst 1998 konnte die Versorgung der Berliner Hütte nach über 115 Jahren durch eine neu gebaute Materialseilbahn umgestellt werden. Diese Änderung, die Erfüllung der Auflagen des Umwelt- und Denkmalschutzes sowie die selbstgesteckten Umweltziele des Alpenvereins besonders in Hinblick auf die Abwasserklärung, verursachen zusätzlich zur denkmalgerechten Instandhaltung der Hütte hohe Betriebskosten und fordern hohe Investitionen. „Von einem schlanken Wirtschaftsunternehmen ist die Berliner Hütte meilenweit entfernt“' urteilte die Sektion Berlin 2004. Rund 1,2 Millionen Euro wurden in den letzten 10 Jahren für die denkmalgerechte Renovierung benötigt.